# WACO protokol
WACO protokol byl vytvořen jako alternativa jiných protokolů například ZigBee, Bluetooth, Wireless MBUS pro implementaci bezdrátových sítí krátkého a středního dosahu. Mezi hlavní přednosti patří schopnost rovnocenné komunikace mezi prvky sítě, implementace opakovačů (MESH sítě). Podpora více aplikací v jednom modulu například implementace virtuální sběrnice, zároveň dálková správa, testovací mechanismy a podobně. Protokol umožňuje šifrování na bázi AES-128 pro každou aplikaci zvlášť s jiným klíčem.
Je koncipován tak, aby neměl žádný řídící prvek. Tzn. aby vyřazenı́m libovolné stanice nebyla narušena schopnost komunikovat mezi ostatními stanicemi. Systém obsahuje prvek opakovače, který umožňuje komunikovat i zařı́zenı́m, které nemají přı́mou radiovou viditelnost.
Pro větší hustotu radiových sı́tı́ použı́vá systém opakovačů (repeater, range extender), které realizujı́ směrovacı́ algoritmus, konkrétně záplavové směrovánı́m, chráněné položkou hop count, která limituje životnost paketu v rámci sı́tě. Rovněž lze použı́t rozdělenı́ překrývajících se sı́tı́ do kanálů podle šířky pásma, s jakou pracuje fyzická vrstva. Tato šířka pásma je přı́mo úměrná přenosové rychlosti, kterou fyzická vrstva využívá.

## Fyzická vrstva

### RF parametry
RF parametry se dajı́ rozdělit do dvou skupin.
- radiové parametry
- paketové parametry

#### Radiové parametry
Radiové parametry transceiverů v systému WACO určujı́ vlastně fyzickou vrstvu komunikačnı́ho protokolu WACO ve smyslu, jak je zakódována logická 1 a 0. Původnı́ systém použı́vá transceiver řady CC1101, proto mnoho parametrů a módů provozu vycházejı́ z vlastnostı́ tohoto obvodu. Pro zachovánı́ kompatibility je tedy nutné dodržet tyto parametry i při použitı́ jiného transceiveru. Realizace těchto parametrů má zásadnı́ vliv na to, zda jsou RF tranceivery schopny se navzájem

#### Paketové parametry
Paketové parametry určujı́ tvar paketu, který transceiver vysı́lá a je schopen přijı́mat.

## Linková vrstva
Linková vrstva je tvořena paketem s následujı́cı́ strukturou:
| Dst     | 4 byte adresy přı́jemce (unicast, multicast, broadcast)                                 |
| Src     | 4 byte adresy odesı́latele (unicast)                                                    |
| Port    | identifikace aplikace                                                                  |
| Info    | maximálnı́ počet skoků, typ zařı́zenı́, šifrovánı́                                         |
| Tid     | (transaction identifier) čı́slo transakce, pro potvrzovánı́ zpráv, potvrzovacı́ bit (ACK) |
| Payload | data sı́t’ové vrstvy / aplikačnı́ data                                                   |

## Aplikačnı́ vrstva
Aplikačnı́ vrstva interpretuje datovou část paketu a provádı́ jejı́ zpracovánı́. Konkrétnı́ akce je určena polem Port v linkové hlavičce.

## SLIP protokol v RF paketech
Některé aplikace potřebujı́ pro přenos dat většı́ pakety, než je 52 byte, které jsou datovou částı́ samostatných RF paketů. Pro tyto účely je použı́ván SLIP protokol, do něhož budou datové pakety aplikace zapouzdřeny. Pro kontrolu správnosti přenosu je použit kontrolnı́ součet CRC8.
Pro RF pakety je použito čı́slovánı́ tid pro omezenı́ duplicity přı́chozı́ch paketů vlivem extenderů. Dále je při implementaci nutné dbát na to, že RF pakety různých SLIP paketů mohou najednou přijı́t z několika stanic. Proto pozor na párovánı́ adres, tid, a aktuálnı́ho bufferu právě přijı́maného SLIP paketu.

## Adresace systému WACO
WACO protokol použı́vá tyto způsoy adresace:
- monocast address - adresa, identifikujı́cı́ jedno konkrétnı́ zařı́zenı́
- multicast address - adresa, identifikujı́cı́ skupinu zařı́zenı́ (skupinová adresa)
- broadcast address - adresa, identifikujı́cı́ všechna zařı́zenı́ v dosahu

Adresa je tvořena 4 byte, na které lze rovněž nahlı́žet jako na jedno 32bitové čı́slo. Pokud je prvnı́ byte 0x00, pak se jedná bud’ o multicast nebo broadcast adresu. Jinak se jedná o unikátnı́ (monocast) adresu. Adresa je totožná s výrobnı́m čı́slem zařı́zenı́.
Broadcast adresa má tvar 0x00 0x00 0x00 0x00
Skupinová adresa má tvar 0x00 0x01 x x kde poslednı́ 2 byte udávájı́ čı́slo skupiny.

### Použití WACO protokolu
Systémy na bázi WACO protokolu jsou použity například při měření spotřeby tepla v domech (CEM BD), pro přenos telemetrických dat ne letišti V.Havla Prague (Colsys Automatik), sběr dat z vodoměrů pro firmu Veolia Archivováno 1. 4. 2021 na Wayback Machine., sběr dat z plynoměrů Elster s možností dálkového uzavření pro firmu Innogy (RWE). 
Je použit i v některých prvcích stejnojmenného systému wacoSystem 
WACO protokol je proprietárnı́ protokol firmy Softlink s.r.o. 